# Sainfeldite
La sainfeldite è un minerale appartenente al gruppo dell'hureaulite.